# ويلهلم هالر
ويلهلم هالر (بالألمانية: Wilhelm Haller)‏ هو كاتب ألماني، ولد في 25 يوليو 1935، وتوفي في 2 أغسطس 2004.